# Cantone di Delle
Il Cantone di Delle è una divisione amministrativa dell'arrondissement di Belfort.
A seguito della riforma complessiva dei cantoni del 2014 è passato da 10 a 16 comuni.

## Composizione
Prima della riforma del 2014 comprendeva i comuni di:
- Courcelles
- Courtelevant
- Delle
- Faverois
- Florimont
- Joncherey
- Lebetain
- Lepuix-Neuf
- Réchésy
- Thiancourt

Dal 2015 comprende i comuni di:
- Beaucourt
- Courcelles
- Courtelevant
- Croix
- Delle
- Faverois
- Fêche-l'Église
- Florimont
- Joncherey
- Lebetain
- Lepuix-Neuf
- Montbouton
- Réchésy
- Saint-Dizier-l'Évêque
- Thiancourt
- Villars-le-Sec